# Black Brant

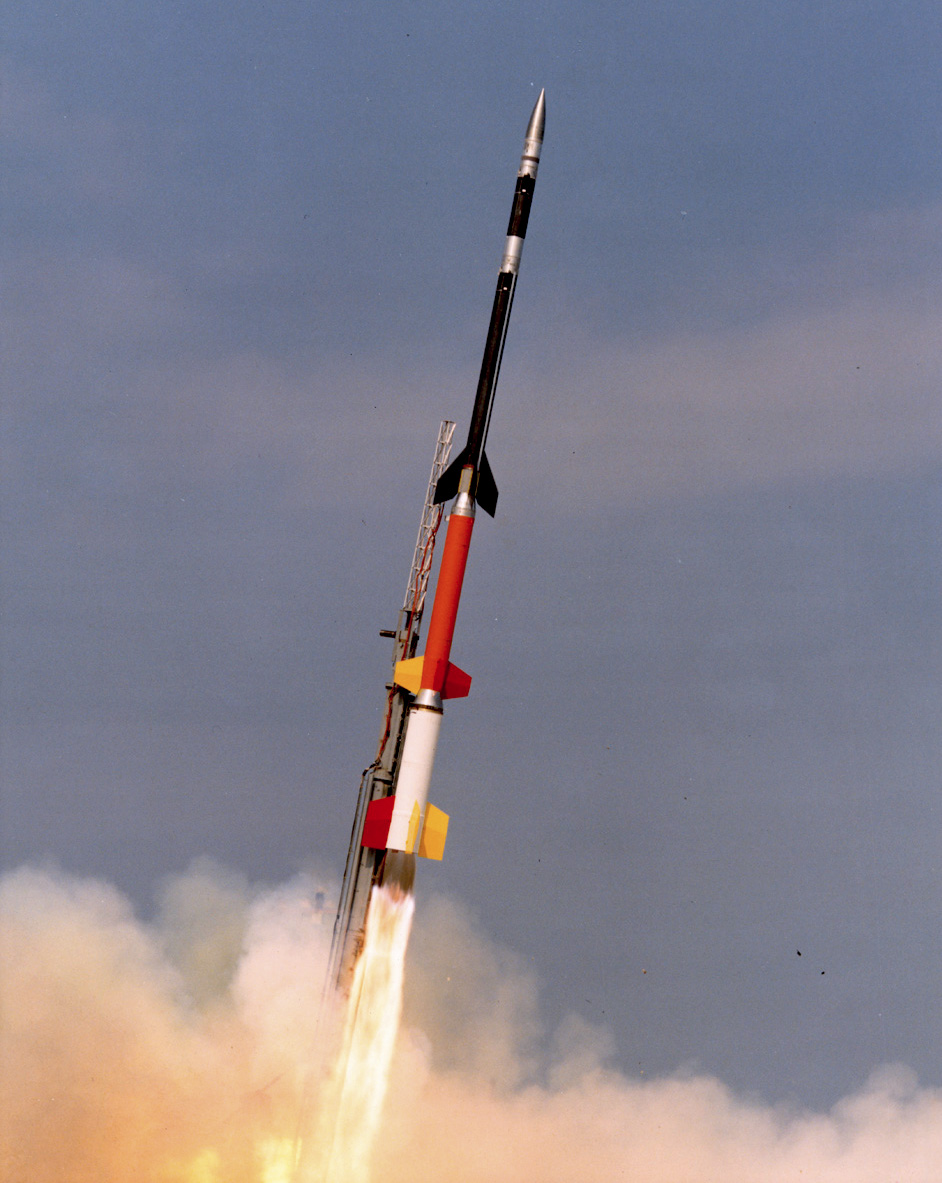
Start einer Forschungsrakete Black Brant-12

Black Brant ist die Bezeichnung einer kanadischen Höhenforschungsrakete. Die Rakete wird von Bristol Aerospace, einem Tochterunternehmen des kanadischen Luft- und Raumfahrtunternehmens Magellan Aerospace, produziert. 
Die Black Brant wird seit 1959 in verschiedenen Versionen gebaut. Hauptnutzer dieser Rakete sind die NASA, die Canadian Space Agency und das Militär.

## Typenübersicht
| Rakete          | Stufen | Stufentypen              | Nutzlast (kg) | Gipfelhöhe (km) | Startschub (kN) | Startmasse (kg) | Durchmesser (m) | Länge (m) |
| --------------- | ------ | ------------------------ | ------------- | --------------- | --------------- | --------------- | --------------- | --------- |
| Black Brant 1   | 1      | BB-1                     | 68            | 225             | 111             | 730             | 0,26            | 7,41      |
| Black Brant 2   | 1      | BB-2                     | 68            | 274             | 89              | 800             | 0,44            | 8,45      |
| Black Brant 3   | 1      | BB-3                     | 18            | 177             | 49              | 286             | 0,26            | 5,50      |
| Black Brant 4   | 2      | BB-5 BB-3                | 18            | 1000            | 111             | 1356            | 0,44            | 11,06     |
| Black Brant 5   | 1      | BB-5                     | 68            | 387             | 111             | 1197            | 0,44            | 8,15      |
| Black Brant 6   | 1      | BB-6                     |               | 72              | 7               | 100             | 0,12            | 2,80      |
| Black Brant 7   | 1      | BB-7                     |               |                 |                 |                 |                 |           |
| Black Brant 8   | 2      | Nike BB-5                |               | 340             | 196             | 2000            | 0,44            | 11,90     |
| Black Brant 9   | 2      | Terrier BB-5             |               |                 | 257             | 2600            | 0,44            |           |
| Black Brant 10  | 3      | Terrier BB-5 Nihka       | 90            | 900             | 257             | 2600            | 0,44            | 14,50     |
| Black Brant 11  | 3      | Talos Taurus BB-5        |               |                 |                 |                 |                 |           |
| Black Brant 11A | 3      | Talos Terrier BB-5       |               |                 |                 |                 |                 |           |
| Black Brant 12  | 4      | Talos Taurus BB-5 Nihka  | 110-410       |                 |                 |                 |                 |           |
| Black Brant 12A | 4      | Talos Terrier BB-5 Nihka |               |                 |                 |                 |                 |           |